# 邱建猷
邱建猷，广东大埔人，清朝政治人物。
邱建猷曾于1843年接替崔光笏任松江府知府一职，1843年由徐青照接任。